# Alexander Högnason
Alexander Högnason (* 7. August 1968 in Akranes) ist ein ehemaliger isländischer Fußballspieler. Der Verteidiger bestritt zwischen 1990 und 1996 drei Länderspiele und erzielte dabei ein Tor.
Alexander spielte von 1986 bis 2000 für den ÍA Akranes, bevor er 2001 für ein Jahr für den Fylkir Reykjavík spielte.